# 山下若菜
山下 若菜（やました わかな、1984年9月21日 - ）は、日本のタレント。福岡県福岡市出身。愛称はわっちゃん（かつては わかにゃん）。サンスポアイドルリポーター(現・スロパチアイドルリポーター、以下SIR)で初代統括リーダーを務めた。所属事務所はソーレプロモーション。

## 来歴・人物
三姉妹の次女（三姉妹とも血液型はB型）。高校生の頃から、地元・福岡のある財団の劇団で活動する。福岡の商業高校を卒業して就職する予定であったが、高校の演劇部の同志で立ち上げた劇団の公演が就職予定の会社の入社前研修と重なってしまい、劇団を選択。これを機に演劇を仕事にしたいと決意し上京する。オーディション合格により舞台女優としてデビューしたが、当初は次の仕事に事欠く状況であったため、自分で劇団を立ち上げ脚本を書き、それを他の劇団に売り貸ししながら収入を得ていた。この他にグラビアアイドル、ライブMCなどでも活動。2008年末頃からテレビにも進出。2011年以降は7年以上にわたりSIRの活動を主としてきたが、2018年11月13日のライブにおいて翌2019年での卒業を発表、2019年3月25日に卒業公演を行った。
SIR卒業後は2019年にWORLD of the CHARACTERSを立ち上げ、自らも光の姫 嬉黄役として出演する。2021年5月には角川文庫主催の2020年度カクヨムweb小説短編賞に「ハレルヤ!!! ～神様はドルヲタになりました～」で応募、「短編賞」と「短編小説マイスター」を受賞した。
- イラドル

人をイラッとさせるようなキャラクターの「イラドル」として知られている。最初は萌えアイドルを目指してキャラクター作りをしていたが、逆に客をイライラさせるような結果となったことから、この「イラドル」を名乗るようになり、定番の自己紹介にも使っている。本人いわく、イラドルのキャラクターが出来たのは2007年9月頃で、その当時出演したライブイベント『アイドルボンバイエ!』で、持ち時間2分で演じなければならないルールの下「逆に落第しそうな方をやってみよう」と思い付いたキャラクターだったという。なお『アイドルボンバイエ!』ではその後20回ほど連続で出演した他、MCも務めていた。出演の時のあいさつには、「わかにゃん、もしくは生ごみって呼んで下さい」などのパターンがある。また、インターネットTV「すもも」ではMCのウクレレえいじをイライラさせる、若菜プロデュースのコーナーを担当していた。
ライブでは客に野次られることもあるが、「客からの野次は愛情表現」と本人はとらえているという。更に、キャラクターからは想像もつかないパワフルでハスキーな歌声を「声ガラガラ」などと揶揄されながらも（2012年当時、週6回勤務でスナックのアルバイトをしていた）、時としてこれを自己紹介に取り込むといった懐の深さを見せている。
- ムシドル

「イラドル」の後、昆虫好きでもあることから「ムシドル」（ムシアイドル）とも言われるようになり、テレビと専門誌BE-KUWAのコラボ企画（4人のアイドルから選考した1人を表紙に起用）で「虫に対して物怖じしない」ことから合格。表紙を飾り、更に同誌で１年間オオクワガタペアの飼育・繁殖日記を連載した。（連載は既に終了。なお、親成虫の名前は公募により「ツノツノ君」と「ツノ子」に決定）結果としては♂♀２頭ずつの成虫が羽化した。なお、最大の♂サイズは72mmであり、初めてのブリードとしては好成績であった。また、オオクワガタ達は譲り受けその後も飼育を続けた。
更に写真週刊誌「FLASH」（2016年10月25日号）において、水着で昆虫を食べるという企画に挑戦し、カラー3ページの中で イナゴの唐揚げ、ジョロウグモの卵のせ、サクラケムシの甘煮と虫糞茶、オオスズメバチの幼虫のしゃぶしゃぶ、コガネムシの素揚げ、黒アリ酒とツムギアリの卵ゼリー等を食している。
- 脚本家として

舞台の脚本やイベントの台本などの執筆で活動することがあり、『扉〜不思議の国のカス勇者〜』（劇団ホシイカ同好会、2007年9月28日〜9月30日・麻布 die pratze）などで脚本を担当している。また、SIRでは毎年自身の生誕祭（ライブ）においてメンバー総出演の『劇団SIR』を主宰し、脚本を書き自らも出演する等していた。
- 作詞家として

オリジナルソングの作詞をしており、自分のブログに掲載して残している。SIR初期のオリジナル楽曲の多くが彼女の作詞である。
- 漫画家／イラストレーターとして

漫画・イラストを描くことが好きであり、サンスポPSリポート誌面で自作の漫画を連載していたこともある。また、彼女の描いたSIRメンバーのイラストが公式グッズやCDジャケットなどにも多数採用されている。
- お笑い芸人として

お笑い好きで、メトロポリちゃんVと組んだコンビ「ざ☆どり～むさいだ～」で活動したこともあり（本人曰く、このコンビのネタのスタイルは「メトロポリちゃんがボケて、私がミュージカルで返す」というものなど）、キングオブコント2010ではこのコンビで出場、1回戦で「元気ハツラツぅ?賞」を受賞（2回戦まで進出）。また、M-1グランプリ2010にも同じくこのコンビで出場した（2回戦まで進出）。この他、アイドルライブ、イベントでも「ざ☆どり～むさいだ～」で出演したこともある。R-1ぐらんぷり2011にも出場し、2回戦まで進出した。
- カードゲーマーとして

『カード学園』の番組中に行われた、生徒（0期生）8人で『ヴァイスシュヴァルツトーナメント』（2009年9月）に優勝したことで、2009年12月26日に秋葉原で行われた『ワールドグランプリ2009全国大会』（ネオスタンダード部門）に出場。結果は予選で6戦全敗し、決勝トーナメント進出はならなかったが、翌年に開催された『ワールドグランプリ2010全国大会』の東京予選で5連勝を飾るなど、その実力は学園内随一であった。
- ひきこもり／パチンカー・スロッターとして

テレビゲームや漫画・アニメが大好きで、オフの日にはひたすらゲームをしたり、コミック本をまとめ読みするなどして、一日中自宅に引きこもっている。自宅にいない時はパチンコホールに足を運びパチンコ・パチスロをしている。その知識と経験は、パチンコリポートアイドルユニットであるSIRとしての実戦リポートや「開店!SIRのパチスキ!」（東京MX）など、パチンコ番組での実況解説等で発揮されており、持ち前のトーク力と相まってプロ級と評価されるが、実はSIR加入以前はパチンコ・パチスロの経験・知識は全くなかった。ただ、元来ゲーム好きであり、パチンコのモチーフとして採用されることが多いアニメや漫画が好きだったこともあって、短期間にパチンコの知識を習得できたのだと思う、と本人は語っている。この他 競艇や麻雀も好き。

## アイドルユニット
- サンスポアイドルリポーター SIR （2012年～2019年）

2011年11月に応募者約300名の中からSIR候補生（SIR20）に選出され、その後3か月の活動（サバイバルレース）によりグランプリを獲得し、2012年2月より正規メンバー（1期生）となる。結成時よりリーダーを務め、その後ユニットの拡大に伴い統括リーダーとなった。キャッチコピーは「明るいひきこもり☆イラドル」。メンバーカラーは赤（但し好きな色は緑）。メンバー対抗イベント「銀玉サーキット」では2015年に優勝、総選挙では2017年の3位が最高位。2019年3月25日卒業、統括リーダーの後任は5期生の柳瀬悠希（現・楠悠）。

## 出演

### テレビ
- SMAP×SMAP（関西テレビ・フジテレビ） - 『ホレ八先生』
- リンカーン（TBSテレビ） - 2008年11月4日『世界ウルリン滞在記』
- 『ぷっ』すま（テレビ朝日） - 2008年12月9日『ペア当て眼力バトル! リアル神経衰弱!（アイドルとオタクのペア当て）』
- 女又力くん（テレビ埼玉・チバテレビ）
- 99プラス（日本テレビ） - 2009年1月20日
- 怒りオヤジ3（テレビ東京） - 2009年2月12日、せんだみつおと共演
- カード学園（TBSテレビ） - レギュラー出演
- ひるおび!（TBSテレビ） - 2009年5月12日 『おびペディア』肩書きアイドル特集
- 美しき青木・ド・ナウ（テレビ朝日） - 2009年6月1日『緊急企画・アイドル再生計画』、「虫アイドル」として『BE-KUWA』（むし社）の編集者に選ばれ、同誌の2009年夏号の表紙に決定。
- ありえへん∞世界（テレビ東京） - 2009年8月4日
- Shibuya Deep A（NHK-BS2） - 2009年8月21日
- アカデミーナイト（TBSテレビ） - 2009年9月、『ゼブラーマン2』女優オーディション
- アイドルマンション物語（エンタ!371）
- アリケン（テレビ東京） - 2009年12月5日、12月12日、2010年2月27日、3月6日
- カード学園SP（TBSテレビ） - 2010年1月8日
- おもいッきりDON!（日本テレビ） - 2010年3月15日
- 新知識階級 クマグス（TBSテレビ） - 2010年5月13日、5月20日「珍ドル祭」、6月10日
- 不可思議探偵団（日本テレビ） - 2010年7月19日
- 全力坂（テレビ朝日） - 2010年9月6日（長徳寺の坂）、9月15日（馬の鞍の坂）
- おこりびと3（フジテレビ） - 2010年10月4日
- ゴッドタン（テレビ東京） - 2011年2月2日
- 愛しのメロンパン（BS朝日） - 2011年2月19日
- コレってアリですか？（日本テレビ） - 2011年4月19日
- ザ・ノンフィクション（フジテレビ） - 2011年5月15日
- はなまるマーケット（TBSテレビ） - 2011年6月3日
- ノンフィクションW（WOWOW） - 2011年6月13日　佐藤登世子役
- キョクターン（TBSテレビ） - 2011年7月3日
- どっキング48（関西テレビ） - 2011年8月9日
- 銭形金太郎 超ビンボーさん祭SP（テレビ朝日） - 2011年9月28日
- 特命係長 只野仁 ファイナル（テレビ朝日） - 2012年1月6日　メイド役
- お願い!ランキング ～山下若菜編～（テレビ朝日） - 2012年2月13日
- 我が家の妄想ライセンス（名古屋テレビ放送） - 2012年3月13日
- 笑う経済白書ピンキリSHOW2（TBSテレビ） - 2012年3月14日
- 恋なんて贅沢が私に落ちてくるのだろうか?（フジテレビTWO） - 2012年3月16日　居酒屋店員役
- ピロロン学園（日本テレビ） - 2012年7月25日
- お説教アイドル 叱るGENJI（朝日放送） - 2013年8月16日
- つんつべ♂（東京MXTV） - 2012年9月21日 - 10月5日
- ミュージャック（関西テレビ） - 2012年10月19日
- つんつべ♂バク音 特別企画 秋のプチ大運動会（東京MXTV） - 2013年10月10日, 10月24日
- 木村魚拓の窓際の向こうに #134（スカパー!パチテレ!） - 2013年11月24日
- ネリさまぁ〜ず（日本テレビ） - 2014年9月13日
- 真夜中のおバカ騒ぎ!（チバテレ、東京MXTV） - 2014年4月 - 2015年2月、2015年4月 - 2016年5月
- 開店!SIRのパチスキ!（東京MXTV） - 2015年7月3日 - 2019年3月

### ラジオ
- あっ!?そ～そ～レディオB-MAX（下北FM） - 2009年11月12日
- 高田純次・河合美智子の東京パラダイス（文化放送） - 2010年9月4日
- ザ・カンムリラジオ（アール・エフ・ラジオ日本） - 2013年4月12日 - 2015年3月
- 小野恵令奈 ふぉん・で・りんく（文化放送） - 2013年10月16日

### インターネット放送
- 勝ち抜き!アイドル天国!!ヌキ天（GyaO）
- 若菜のカウンセリングルーム（nakano@ddress）
- 恋するパラダイス（nakano@ddress） - 準レギュラー
- ネットTV「すもも」 レギュラー - 2009年 -
- SIRアミューズメント放送局 アイドルリポーターのキセキ（下北FM／ニコニコ生放送公式チャンネル） - 2012年4月5日 - 2013年3月7日
- SIRアミューズメント放送局「開店!SIRの生カフェ」（ニコニコ生放送公式チャンネル） - 2012年11月2日 - 2014年10月31日
- SIRパチンコ放送局「新装開店!SIRの生パチ!」（ニコニコ生放送公式チャンネル） - 2014年11月7日 -
- 「SIR 山下若菜のパチンコ・パチスロ "S★S"レッスン」（ニコナナ／ニコニコ生放送公式チャンネル）
- 真夜中のウラ騒ぎ！（ニコニコ生放送） - 2015年8月
- ボートレース平和島こんせいそんのスタジオ生放送!（ニコニコ生放送・YouTube Live・平和島競艇場公式チャンネル） - 不定期出演

### 映画
- 呪いのリスト（2008年） - 飯塚弥生 役
- BATON（2009年）
- 神の血（2010年9月11日） - 柏原由紀役
- B→ON ビーオン-不良全滅篇-（2010年11月27日） - 上原とも 役
- 第三病棟の鬼（2011年11月12日、オカシネマ） - 真知子 役
- 精霊夜曲～最も古い首つりの木～（2012年2月4日、オカシネマ） - 依子 役

### 舞台
- 「ハエと呼ばれた博士の話」（2009年）
- アリスインプロジェクト「アリスインクロノパラドックス」（2011年5月3 - 8日、池袋・シアターグリーン） - 和田塚 叶 役
- 「心は孤独なアトム」（2015年10月23 - 25日） - 星組・羽澄マリ 役
- 「昭和歌謡コメディ」
- 「WORLD of the CHARACTERS」 - 光の姫 嬉黄 役

### DVD
- カード学園DVD（2009年[20]）
- 1stイメージDVD『イラドル』（2010年8月27日、スパイスビジュアル）

### 雑誌
- FLASH（2016年10月25日号）「実りの秋！昆虫は美味い」

### パチンコ台
- 「CR KING of KEIBA」（藤商事、2013年）